# Inbred Mountain
Inbred Mountain è il sedicesimo album in studio del chitarrista statunitense Buckethead, pubblicato il 2 dicembre 2005 dalla TDRS Music di Travis Dickerson.

## Tracce
Musiche di Buckethead e Dan Monti.
1. In Search of Inbred Mountain – 3:26
2. Johnny Be Slunk – 8:42
3. Lotus Island – 6:33
4. Flock of Slunks – 4:30
5. Advance to the Summit – 6:03
6. Plastination Station – 5:47
7. Escape from Inbred Mountain – 8:20

## Formazione
- Buckethead – chitarra

Altri musicisti
- Dan Monti – basso, missaggio[1]